# Ring van Velim

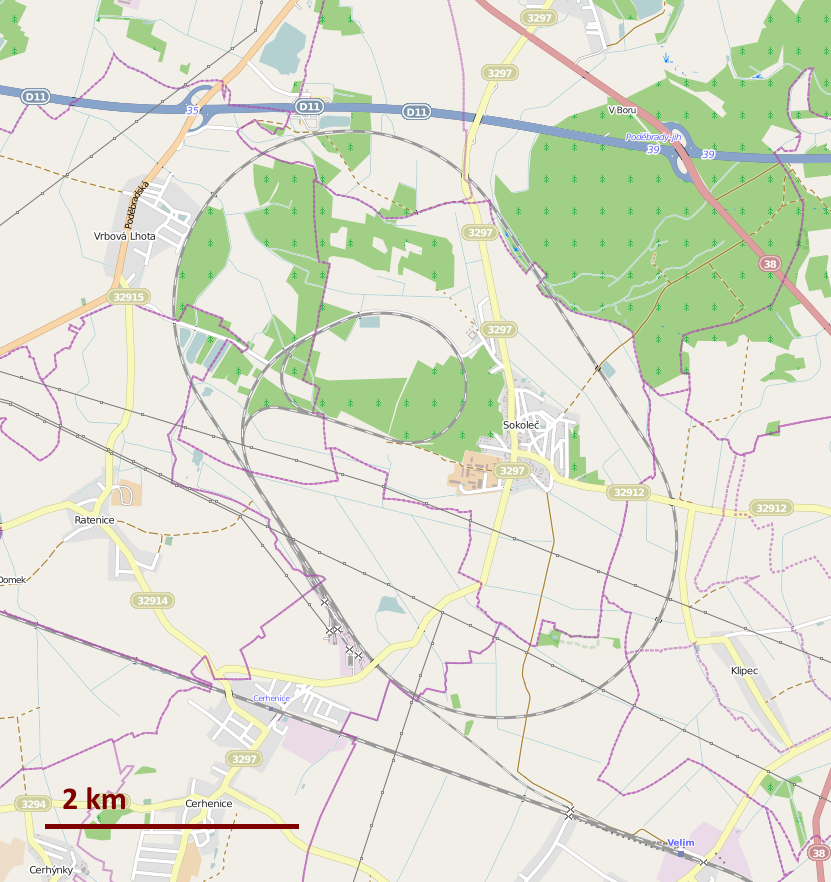
Overzichtskaart van de ring van Velim

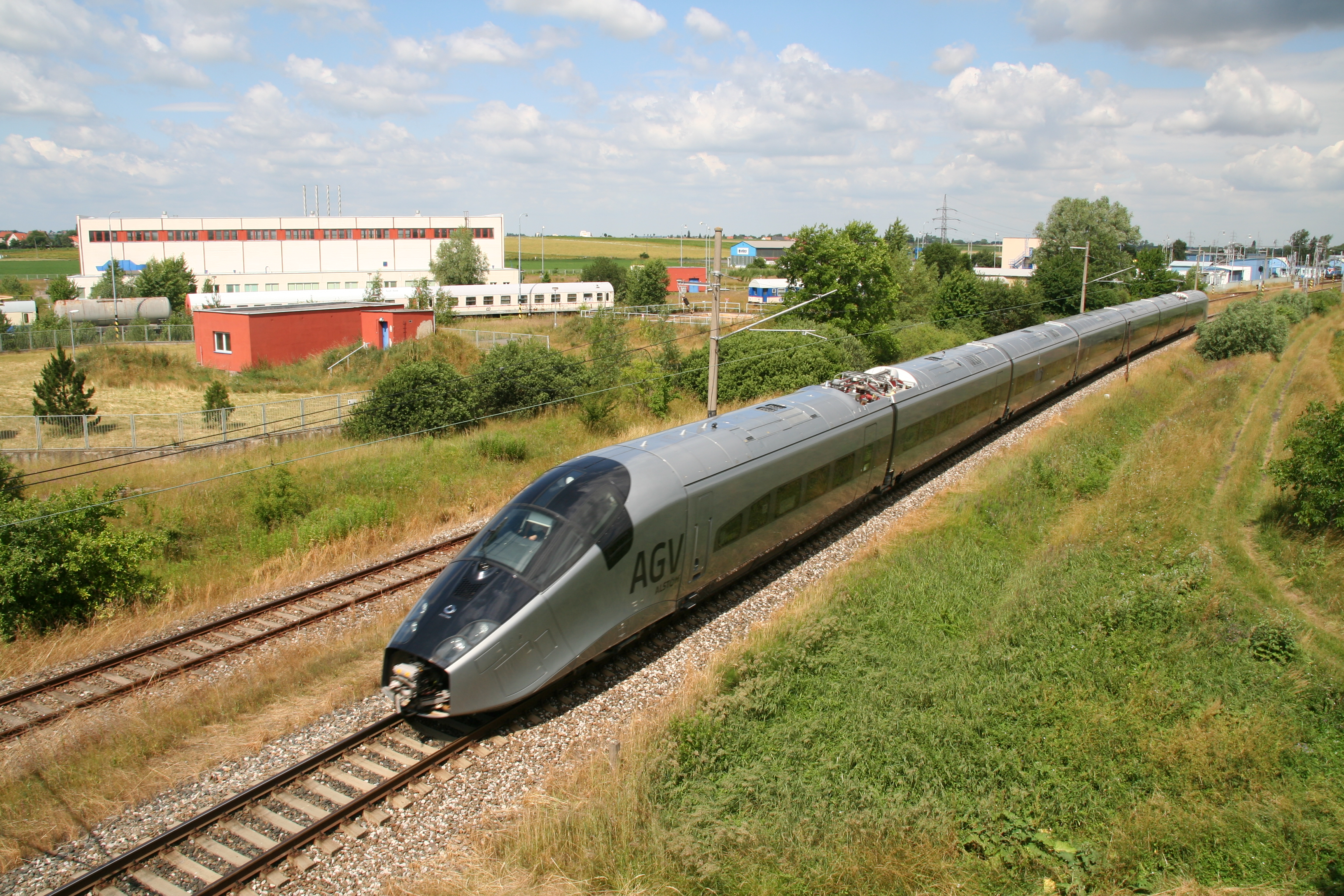
Alstom AGV rijdt 200 km/u op de grote ring

De ring van Velim (Tsjechisch: Železniční zkušební okruh u Velimi/Cerhenice) maakt deel uit van het testcentrum Velim (Zkušební centrum Velim). Het testcentrum is in beheer bij het Tsjechisch onderzoeksinstituut voor spoorwegmaterieel (Výzkumný ústav železniční, VUZ), een onderdeel van České dráhy, de nationale spoorwegmaatschappij in Tsjechië. De ring van Velim is de belangrijkste testlocatie voor nieuw Europees spoorwegmaterieel. Alle grote constructeurs komen hier testrijden.

## Geschiedenis
Het testcentrum werd in 1963 opgericht door de Organisatie voor spoorwegsamenwerking (OSShD) (Russisch: Организация Сотрудничества Железных Дорог (ОСЖД)), een samenwerkingsverband van toenmalige Oostbloklanden gesticht in 1956 als tegenhanger voor de Union internationale des chemins de fer (UIC).

## Ligging
Het Velimtestcentrum werd aangelegd tussen de dorpen Vrbová Lhota, Ratenice, Cerhenice, Velim, Pňov-Předhradí en de zuidelijke wijken van Poděbrady in Midden-Bohemen, ten oosten van de hoofdstad Praag. Het dorp Sokoleč ligt volledig binnen de grote ring.

## Structuur
Het testcentrum bestaat uit twee lusvormige spoorlijnen, met in het centrum faciliteiten voor aanpassingen aan het geteste spoorwegmaterieel. Het testcentrum is via het station Velim aangesloten op het Tsjechische spoorwegnetwerk.
- kleine ring: 3591 meter lang voor een maximum toegelaten snelheid van 90 km/h
- grote ring: 13276 meter lang voor een maximum toegelaten snelheid van 230 km/h voor kantelbaktreinen of 210 km/h voor conventionele treinen.

Beide ringen zijn voorzien voor de meest courante bovenleidingsspanningen in gebruik in Europa:
- 3000V DC (Italië, België en Polen)
- 1500V DC (Frankrijk en Nederland)
- 25kV 50Hz AC (Frankrijk, Luxemburg, Spanje en enkele spoorlijnen in België en Nederland)
- 15kV 16,7Hz AC (Duitsland, Zwitserland en Oostenrijk)

Getest worden o.a. het gedrag van de voertuigen, het geluidsniveau, communicatie met European Train Control System (ETCS) en GSM-Rail radio, en simulatie van storingen en wijzigingen in de (elektrische) aandrijving.